# Morrisound Recording
Le studio d'enregistrement Morrisound est situé aux États-Unis à Temple Terrace, banlieue du Nord-Est de Tampa, en Floride. Il porte le nom de ses fondateurs, les frères Jim & Tom Morris, qui y officient en tant qu’ingénieurs du son. De nombreux albums célèbres de death metal et de thrash metal y ont été enregistrés. Outre les frères Morris, le célèbre Scott Burns a enregistré et produit au Morrisound de nombreux albums mythiques.

## Productions
Parmi les albums importants enregistrés chez Morrisound, depuis les débuts en juin 1981, citons :
- Atheist : Piece of Time
- Atheist : Unquestionable Presence
- Cannibal Corpse : Eaten Back to Life
- Cannibal Corpse : Butchered at Birth
- Cannibal Corpse : Tomb of the Mutilated
- Cynic : Focus
- Death : Leprosy
- Death : Spiritual Healing
- Deicide : Sacrificial demo
- Deicide :  Deicide
- Deicide :  Legion
- Deicide : Once Upon the Cross
- Kreator : Renewal
- Master :  Master
- Morbid Angel : Altars of Madness
- Morbid Angel : Blessed are the Sick
- Napalm Death :  Harmony Corruption
- Nocturnus : The Key
- Nocturnus : Thresholds
- Obituary : Slowly We Rot
- Obituary : Cause of Death
- Savatage : Sirens
- Sepultura : Beneath the Remains
- Sepultura : Arise
- Six Feet Under : Haunted
- Les Albums de Iced Earth

(liste très loin d'être exhaustive !)
Morrisound ne se consacre cependant pas exclusivement à ce type de musique. Ainsi, Robert Plant, Erasure, Albert Lee, Public Enemy, Irene Cara et d’autres encore ont aussi eu recours aux services de ce « temple du métal extrême ».